# Anders Hillborg
Per Anders Hillborg (né le 31 mai 1954 à Sollentuna) est un compositeur suédois.

## Biographie
Anders Hillborg a étudié la composition, le contrepoint et la musique électronique à l'École royale supérieure de musique de Stockholm de 1976 à 1982. Ses professeurs étaient Gunnar Bucht, Lars-Erik Rosell, Arne Mellnäs (en) et Pär Lindgren. Une importante source d'inspiration était Brian Ferneyhough qui a été professeur invité à l'époque.
En dehors de quelques postes d'enseignement mineurs, du poste de professeur de composition au Musikhögskolan i Malmö en 1990 et de classes de maîtres, Hillborg a été un compositeur indépendant depuis 1982. Sa production est vaste et couvre des genres tels que musique orchestrale, chorale, musique de chambre. Il a également écrit pour le cinéma et la musique populaire. Un exemple de son travail dans le domaine populaire est sa collaboration avec Eva Dahlgren, qui a abouti à l'album Jag Vill soi min Älskade Komma partir det vilda (1995). Le projet a d'abord été présenté au Festival d'Helsinki avec l'Orchestre symphonique de la radio suédoise dirigé par Esa-Pekka Salonen.
Sa collaboration avec Salonen a amené de nombreuses œuvres, entre autres Dreaming River (créée par l'Orchestre philharmonique royal de Stockholm en 1999), Eleven Gates (2005-2006) commandé et créé par l'Orchestre philharmonique de Los Angeles et plus récemment Sirens commandé conjointement par le même orchestre et l'Orchestre symphonique de Chicago.
En 1998, le clarinettiste Martin Fröst a interprété le concerto pour clarinette Peacock Tales dans un spectacle avec des éléments de pantomime et de danse, une pièce qui a été jouée plus de 300 fois dans le monde entier.
Parmi les autres œuvres récentes importantes, on trouve Cold Heat (2010) qui a été co-commanditée par l'Orchestre philharmonique de Berlin, l'Orchestre symphonique de la radio finlandaise et l'Orchestre de la Tonhalle de Zurich. Le morceau a été créé en 2011 par le Philharmonique de Berlin dirigé par David Zinman.

## Œuvres

### Musique orchestrale
- Himmelsmekanik (1983–1985)
- Clang and Fury (1985–1989)
- Liquid Marble (1995)
- Dreaming River (1998)
- King Tide (1999)
- Dreaming River (1999)
- Exquisite Corpse (2002, 2005)
- Eleven Gates (2005–2006)
- Flood Dreams (2009)
- Cold Heat (2010)
- Homage to Stravinsky (2018)[3]
- Sound Atlas (2018) Commande commune du LPO, Los Angeles Philharmonic, NDR Elbphilharmonie Orchestra et Göteborgs Symfoniker.

### Musique concertante
- Concerto pour violon (1991–1992)
- Concerto pour trombone (1993)
- Concerto pour clarinette Peacock Tales (1998, 2002)
- Concerto pour piano (2000)
- Concerto pour 2 trombones et orchestre (2004)
- Concerto pour percussion (2007)
- Concerto pour flûte (2009)
- Méditations sur Pétrarque pour hautbois et orchestre (2009)
- Concerto pour violon no 2 (2016) Création le 20 octobre 2016 par Lisa Batiashvili, violon et l'Orchestre symphonique Royal de Stockholm, sous la direction de Sakari Oramo.

### Musique de chambre
- Musik för 10 altvioliner (Musique pour 10 altos) (1987, 1993)
- Hautposaune pour trombone et bande (1990)
- Tampere Raw pour clarinette et piano (1991)
- Heisenbergminiatyrer pour quatuor à cordes (2006–2007)

### Musique chorale
- Mouyayoum pour chœur mixte (1983–1985)